# Justinianos II
Justinianos II (tiếng Hy Lạp: Ἰουστινιανός Β΄, Ioustinianos II, tiếng Latinh: Justinianus II) (669 – 11 tháng 12, 711), họ là Rhinotmetos hoặc Rhinotmetus (ὁ Ῥινότμητος, "mũi rọc"), là vị Hoàng đế Đông La Mã cuối cùng của Vương triều Herakleios trị vì từ năm 685 đến năm 695 và một lần nữa từ năm 705 đến năm 711. Justinianos II là một người cai trị đầy tham vọng và sôi nổi luôn quan tâm đến việc khôi phục ánh hào quang trước đây của Đế quốc, nhưng ông lại phản ứng chậm chạp trước bất kỳ sự chống đối ý nguyện của mình và thiếu sự khéo léo của tiên đế Konstantinos IV. Do đó, ông đã tạo ra sự đối lập rất lớn cho triều đại của mình dẫn đến việc dân chúng nổi loạn phế truất hoàng đế vào năm 695, và ông chỉ được phục vị vào năm 705 với sự giúp đỡ của đạo quân người Bulgar và Slav. Triều đại thứ hai của ông thậm chí còn chuyên chế hơn so với trước đến nỗi vị hoàng đế này cũng bị lật đổ lần cuối cùng vào năm 711.

## Triều đại thứ nhất
Justinianos II là trưởng nam của Hoàng đế Konstantinos IV và Hoàng hậu Anastasia. Chính tiên đế đã đưa ông lên ngôi làm đồng hoàng đế vào năm 686 sau khi lật đổ hai người chú Herakleios và Tiberios. Năm 685, Justinianos II ở tuổi mười sáu đã kế vị cha mình như là hoàng đế duy nhất.
Do những chiến thắng của Konstantinos IV đã khiến tình hình ở các tỉnh miền Đông của Đế quốc được yên bình khi Justinianos lên ngôi. Sau một cuộc tấn công sơ bộ chống lại người Ả Rập ở Armenia, Justinianos đã tìm cách tăng thêm số tiền phải trả cho Khalip Umayyad như là một khoản cống nạp hàng năm, và giành lại quyền kiểm soát một phần đảo Síp. Thu nhập của các tỉnh Armenia và Iberia đã bị phân chia giữa hai đế quốc. Năm 687, như một phần trong thỏa thuận của mình với khalip, Justinianos đã phải bỏ rơi 12.000 người Kitô giáo gốc Liban Maronite vì họ cứ liên tục chống cự người Ả Rập. Những nỗ lực tái định cư thêm vào nhằm vào Mardaites và cư dân đảo Síp cho phép Justinianos củng cố lực lượng hải quân vốn đã bị suy yếu bởi những mâu thuẫn trước đó.
Justinianos đã lợi dụng hòa bình ở phía Đông để lấy lại quyền sở hữu khu vực Balkan, từ trước đó gần như hoàn toàn nằm dưới gót chân của các bộ tộc Slav. Năm 687, hoàng đế điều động kỵ binh từ Anatolia tới Thracia. Với một chiến dịch quân sự lớn trong năm 688–689, Justinianos đã đánh bại quân Bulgar xứ Macedonia và cuối cùng tiến quân vào Thessalonica, thành phố Đông La Mã quan trọng thứ hai ở châu Âu.

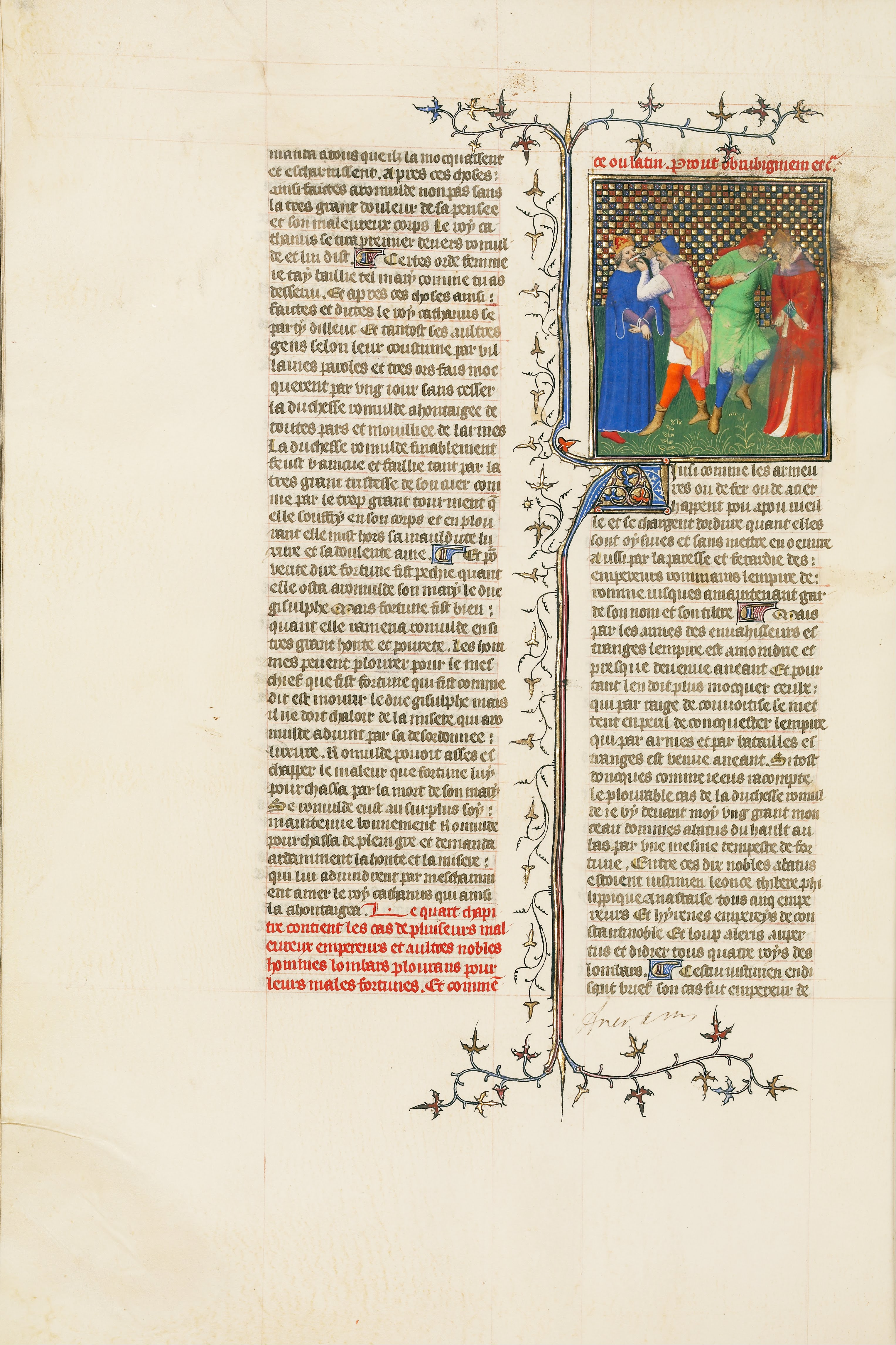
Hình vẽ trong một cuốn sách mô tả hai vị Hoàng đế Đông La Mã Justinianos II và Phillipikos bị tùng xẻo.

Người Slav bị chinh phục được triều đình cho phép tái định cư tại Anatolia, và cũng từ nơi đây mà họ cung cấp một lực lượng quân sự tới 30.000 người. Được khuyến khích bởi sự gia tăng quân lực của mình ở Anatolia, Justinianos giờ đây đã đổi mới các cuộc chiến chống lại người Hồi giáo. Với sự giúp đỡ của đạo quân mới này, Justinianos giành chiến thắng trong trận đánh với kẻ thù ở Armenia vào năm 693, nhưng lại bị người Hồi giáo đút lót để họ mau chóng nổi loạn. Kết quả là Justinianos đã bị đánh bại một cách toàn diện trong trận Sebastopolis, cũng do sự đào tẩu của hầu hết đạo quân Slav, trong khi bản thân ông thì phải chạy trốn đến Propontis. Tại đây theo Theophanes cho biết thì chính hoàng đế đã bày tỏ nỗi thất vọng của mình bằng việc chém giết càng nhiều người Slav ở xung quanh Opsikion mà ông nắm trong tay. Trong khi đó, một patrikios mang tên Symbatius đã chớp lấy thời cơ tiến hành nổi dậy tại Armenia, và mở rộng cửa vào tỉnh này cho người Ả Rập tiến chiếm nơi đây vào năm 694–695.
Trong khi đó vụ đàn áp đẫm máu người Manichaea của Hoàng đế và việc trấn áp những người dân không theo Chính Thống giáo truyền thống đã gây ra sự chia rẽ trong Giáo hội. Năm 692 Justinianos cho triệu tập cái gọi là Công đồng Quinisext tại Constantinopolis để sắp đặt chính sách tôn giáo của mình có hiệu lực. Công đồng đã mở rộng và làm rõ các phán quyết của Công đồng giáo hội toàn thế giới lần thứ Năm và thứ Sáu, nhưng bằng cách làm nổi bật sự khác biệt giữa sự hành lễ theo kiểu phương Đông và phương Tây (chẳng hạn như hôn nhân của giới linh mục và thói quen ăn chay vào ngày thứ Bảy của người La Mã) mà công đồng đã làm tổn hại đến mối quan hệ giữa Byzantine với Giáo hội La Mã. Hoàng đế bèn ra lệnh bắt giam Giáo hoàng Sergius I nhưng lượng dân quân ở Roma và Ravenna lập tức nổi loạn và theo về với Giáo hoàng.
Justinianos có đóng góp vào sự phát triển của việc tổ chức hệ thống thema của Đế quốc, tạo ra một thema mới là Hellas ở miền nam Hy Lạp và bao gồm những người đứng đầu của năm thema lớn là Thracia ở châu Âu, Opsikion, Anatolikon và Armeniakon thema ở Tiểu Á, và các quân đoàn hàng hải của Karabisianoi trong số các nhà quản lý cấp cao của Đế quốc. Hoàng đế cũng tìm cách bảo vệ quyền lợi của nông dân trong các thái ấp đóng vai trò như là nguồn tuyển mộ chính cho lực lượng vũ trang của Đế quốc, chống lại nỗ lực giành lại đất đai của tầng lớp quý tộc đã đưa ông vào cuộc xung đột trực tiếp với một số địa chủ lớn nhất trong Đế quốc.
Nếu chính sách đất đai của Justinianos đe dọa đến giới quý tộc, thì chính sách thuế của ông cũng chẳng được lòng dân thường mấy. Thông qua hai tên thuộc hạ là Stephen và Theodotos, hoàng đế cho nâng công quỹ để thỏa mãn thị hiếu xa hoa và niềm đam mê xây dựng những công trình tốn kém của mình. Do bất mãn tôn giáo liên tục, xung đột với giới quý tộc và sự không hài lòng về chính sách tái định cư của hoàng đế cuối cùng đã dồn thần dân của ông vào một cuộc bạo loạn. Năm 695, dân chúng nổi dậy dưới sự lãnh đạo của Leontios, strategos của Hellas và tôn ông lên làm Hoàng đế. Justinianos bị loạn quân tiến vào kinh thành phế truất và cắt đứt mũi (sau này được thay thế bằng một bản sao bằng vàng của cái mũi nguyên gốc) nhằm ngăn ngừa phục vị: kiểu tùng xẻo này khá phổ biến trong văn hóa Đông La Mã. Ông bị triều đình mới đày đến Cherson ở Krym. Leontios sau ba năm trị vì thì lần lượt bị người tiếm vị tiếp theo là Tiberios Apsimaros hạ bệ và tống giam.

## Sống lưu vong
Trong lúc sống lưu vong, Justinianos đã bắt đầu tính mưu kế và tập hợp những người ủng hộ nỗ lực giành lại ngôi vị hoàng đế. Justinianos có nghĩa vụ phải tới Cherson và nhà chức trách quyết định trả ông trở về Constantinopolis vào năm 702 hoặc 703. Nhân dịp đó ông trốn khỏi Cherson và nhận được sự giúp đỡ từ Ibusirus Gliabanus (Busir Glavan), khả hãn của người Khazar đón tiếp cựu hoàng một cách nhiệt tình và còn gả cô em gái của mình làm vợ nữa. Justinianos bèn đổi tên vợ mới cưới thành Theodora theo tên của vợ Đại đế Justinianus I. Họ được cấp một ngôi nhà ở thị trấn Phanagoria ngay lối vào biển Azov. Thế nhưng Busir được Tiberios mua chuộc tính giết người em rể, liền phái hai viên quan Khazar là Papatzys và Balgitzin tới hạ thủ. Nhờ người vợ cảnh báo trước, Justinianos đã tự tay mình bóp cổ Papatzys và Balgitzin cho đến chết. Rồi ông kiếm một chiếc thuyền đánh cá trở về Cherson, triệu tập toàn bộ phe cánh của mình lên thuyền đi về phía tây qua biển Đen.
Ngay khi con tàu vừa rời bến thì Justinianos cho lái tàu dọc theo bờ biển phía bắc của Biển Đen, ông và thủy thủ đoàn của mình bỗng dưng bị cuốn vào một cơn bão ở đâu đó giữa cửa sông Dniester và sông Dnepr. Trong lúc nó đương hoành hành, một trong những tên đồng đội tới chỗ Justinianos bảo rằng nếu cựu hoàng hứa với Chúa là mình sẽ tỏ ra cao thượng và không tìm kiếm sự trả thù khi trở lại ngai vàng thì mọi người mới được cứu rỗi. Justinianos liền vặn lại, "Nếu ta tha cho một tên trong số chúng thì có thể Chúa sẽ dìm ta ngay tại đây".
Sau khi vượt qua được cơn bão, Justinianos tiếp theo liền tiếp cận vua Tervel của Bulgaria. Tervel đồng ý chu cấp tất cả sự hỗ trợ quân sự cần thiết cho Justiniano phục vị để đổi lấy những cân nhắc về tài chính, phần thưởng là một vương miện của Caesar và Justinianos phải gả cô con gái Anastasia cho mình. Vào mùa xuân năm 705, Justinianos dẫn đầu một đội quân lên tới 15.000 người Bulgar và vài toán kỵ binh Slav tiến đến trước dãy tường thành của Constantinopolis. Trong vòng ba ngày, Justinianos đã cố gắng thuyết phục dân chúng Constantinopolis mở cửa thành quy thuận nhưng không có kết quả. Nhận thấy khó mà đoạt lấy thành phố bằng vũ lực, ông và một vài toán quân đã lén xâm nhập qua một đường ống dẫn nước chưa sử dụng dưới chân tường thành phố, khuấy động phe cánh ủng hộ của mình và chia nhau nắm quyền kiểm soát thành phố trong một cuộc đảo chính lúc nửa đêm. Justinianos lại lên ngôi một lần nữa phá vỡ truyền thống ngăn ngừa người có khiếm khuyết trị vì đế quốc. Sau khi theo dõi và bắt được những người tiền nhiệm, Leontios và Tiberios bị quân lính xích lại và dẫn đến trình diện Justinianos ở Hippodrome, giờ đang phải mang một cái mũi giả bằng vàng. Tại đây, trước mặt đám đông dân chúng đang giễu cợt, Justinian đặt chân lên cổ Tiberios và Leontios theo một cử chỉ tượng trưng cho sự khuất phục trước khi ra lệnh chặt đầu họ, rồi tới lượt đồng đảng của hai người, cũng như phế truất, chọc mù mắt và trục xuất vị Thượng phụ Kallinikos I thành Constantinopolis đến Roma.

## Triều đại thứ hai
Triều đại thứ hai của ông được đánh dấu bởi chiến tranh không thành công với Bulgaria và Caliphate, và bởi sự đàn áp tàn bạo phe đối lập tại quê nhà. Năm 708, Justinianos bèn chuyển hướng sang Khan của Bulgaria là Tervel, người mà ông đã sớm đăng quang danh hiệu Caesar và xâm lược Bulgaria, dường như đang tìm cách phục hồi các vùng lãnh thổ nhượng lại cho Tervel như một phần thưởng cho sự trợ giúp của ông này vào năm 705. Hoàng đế đã bị đánh bại, bị phong toả ở Anchialus và buộc phải rút lui. Hòa bình giữa Bulgaria và Byzantium đã nhanh chóng được khôi phục. Thất bại này được nối tiếp bằng chiến thắng của người Hồi giáo ở Tiểu Á, nơi mà các thành phố tại Cilicia rơi vào tay quân thù và họ còn thâm nhập vào Cappadocia khoảng năm 709–711.
Justinianos quan tâm nhiều hơn về việc trừng phạt thần dân của mình tại Ravenna và Cherson. Ông ra lệnh cho Giáo hoàng John VII công nhận ra các quyết định của Công đồng Quinisext và đồng thời chuẩn bị cho cuộc chinh phạt chống lại Ravenna vào năm 709 dưới sự chỉ huy của patrikios Theodore. Vụ đàn áp thành công và vị tân Giáo hoàng Konstantinos đã đến viếng thăm Constantinopolis vào năm 710 để thỏa thuận một số yêu cầu của Hoàng đế và khôi phục lại mối quan hệ giữa Hoàng đế và Giáo hoàng. Đây là lần cuối cùng một Giáo hoàng đến thăm thành phố cho đến chuyến thăm của Giáo hoàng Paul VI đến Istanbul vào năm 1967.
Lối cai trị độc tài của Justinianos đã gây ra cuộc nổi dậy khác chống lại ông. Cherson nổi dậy dưới sự lãnh đạo của viên tướng bị lưu đày Bardanes, thành phố đã kiên trì chống lại một cuộc phản công và ngay lập tức một đạo quân được triều đình phái đi trấn áp cuộc bạo loạn lại gia nhập phe Bardanes. Quân nổi dậy sau đó đã đánh chiếm thủ đô và phò tá Bardanes lên ngôi Hoàng đế hiệu là Philippikos; Justinianos đang trên đường đến Armenia và đã không thể trở về Constantinopolis vào lúc này để phòng thủ kinh thành. Hoàng đế mau chóng bị đám loạn quân bắt giữ và xử tử bên ngoài thành phố vào tháng 12 năm 711, thủ cấp của ông được gửi đến dâng cho Bardanes như một chiến tích.
Khi nghe tin về cái chết của ông, mẹ của Justinianos vội vàng dắt đứa con trai sáu tuổi và đồng hoàng đế Tiberios đến ẩn náu tại Nhà thờ Thánh Mary ở Blachernae, nhưng vẫn không thể thoát khỏi sự truy lùng từ đám tay sai của Philippikos, chúng xông vào lôi đứa trẻ ra khỏi bàn thờ và đem ra ngoài nhà thờ giết chết, dòng dõi của Heraclius xem như đã bị tận diệt.

## Di sản
Triều đại của Justinianos II đã chứng kiến quá trình chậm dần và liên tục chuyển đổi của Đế quốc Đông La Mã, theo truyền thống được kế thừa từ nhà nước La Mã Latinh cổ đại dần dần bị xói mòn. Điều này được thấy rõ nhất trong những đồng tiền đúc của triều đại Justinianos đã cho thấy sự trở lại của Loros, trang phục quan chấp chính truyền thống chưa từng thấy trên đồng tiền đúc của đế chế suốt một thế kỷ, trong khi bản thân chức vụ này lại chưa được tổ chức trong gần nửa thế kỷ. Điều này có liên quan đến quyết định của Justinianos nhằm thống nhất chức vụ quan chấp chính với hoàng đế để biến Hoàng đế trở thành nguyên thủ quốc gia không những trên thực tế mà còn về mặt pháp lý. Mặc dù chức chấp chính quan vẫn tiếp tục tồn tại cho đến thời Hoàng đế Leon VI mới chính thức bãi bỏ nó với Đạo luật Novel 94, cũng nhờ công lao của Justinianos khi đưa chức chấp chính quan như một thực thể chính trị riêng biệt đi tới chấm dứt. Ông chính thức được bổ nhiệm làm quan chấp chính vào năm 686 và kể từ thời điểm đó, Justinianos II đã tiếp nhận danh hiệu chấp chính quan cho tất cả các năm theo lịch Julian của triều đại này, liên tiếp được đánh số
Dù có đôi lúc bị bào mòn bởi những khuynh hướng chuyên chế của riêng mình, Justinianos vẫn được coi là một vị hoàng đế trị vì đầy tài năng và sâu sắc tiếp nối trong việc nâng cao vị thế của Đế quốc Đông La Mã. Là một nhà cai trị ngoan đạo, Justinianos là vị hoàng đế đầu tiên đưa hình ảnh của Chúa Kitô lên tiền đúc được lưu hành dưới tên ông và cố gắng cấm các lễ hội ngoại giáo khác nhau và những tập tục còn tồn tại trong đế quốc. Ông có thể có sự tự ý thức khi noi theo cái tên trùng nhau của Đại đế Justinianus I, như đã thấy trong sự hăng hái của mình đối với những dự án xây dựng quy mô lớn và việc đổi tên người vợ Khazar của mình với tên của Theodora. Trong số các dự án xây dựng mà ông đã tiến hành chính là việc tạo ra triklinos, một phần mở rộng cho cung điện hoàng gia, một đài phun thác nước được trang trí nằm ở Augusteum và một ngôi Nhà thờ mới của Đức Trinh Nữ tại Petrion.

## Gia đình
Justinianos II có với người vợ đầu tiên là Eudokia một cô con gái:
- Anastasia được hứa gả cho vua Tervel của Bulgaria.

Justinianos II có với người vợ thứ hai là Theodora xứ Khazaria một đứa con trai:
- Tiberios, đồng hoàng đế từ năm 706 đến năm 711.

## Ảnh hưởng văn hóa
Justinian, một cuốn tiểu thuyết năm 1998 của nhà văn khoa học viễn tưởng và học giả về Đông La Mã là Harry Turtledove, viết dưới tên HN Turtletaub đưa ra một phiên bản tiểu thuyết hóa về cuộc đời của Ioustinianos II được kể lại bởi một người lính tên là Myakes đồng hành suốt cuộc đời mang tính chất hư cấu. Trong cuốn tiểu thuyết, Turtledove dự đoán rằng trong lúc sống lưu vong Justinianos II đã phẫu thuật tái tạo thực hiện bởi một bác sĩ phẫu thuật tạo hình người Ấn Độ lưu động để chữa cái mũi bị hỏng của mình.

### Chính yếu
- Theophanes, Chronographia.

### Thứ yếu
- Kazhdan, Alexander, biên tập (1991), Oxford Dictionary of Byzantium, Oxford University Press, ISBN 978-0-19-504652-6
- Norwich, John Julius (1990), Byzantium: The Early Centuries, Penguin, ISBN 0-14-011447-5
- Ostrogorsky, George; Hussey (trans.), Joan (1957), History of the Byzantine state, New Brunswick, N.J.: Rutgers University Press, ISBN 0-8135-0599-2
- Canduci, Alexander (2010), Triumph & Tragedy: The Rise and Fall of Rome's Immortal Emperors, Pier 9, ISBN 978-1-74196-598-8
- Moore, R. Scott, "Justinian II (685–695 & 705–711 A.D.)", De Imperatoribus Romanis (1998)
- Bury, J.B., A History of the Later Roman Empire from Arcadius to Irene, Vol. II, MacMillan & Co., 1889